# Beförderungsvertrag
Ein Beförderungsvertrag ist eine spezielle Form des schuldrechtlichen Vertrags über die Beförderung von Personen oder Gegenständen (Gütern).
Als Beförderungsvertrag im engeren Sinne wird meist der Personenbeförderungsvertrag angesehen. Zur Beförderung von Gegenständen (Gütern) wird in der Regel ein Frachtvertrag abgeschlossen. Grundsätzlich ist also immer zunächst zu unterscheiden, ob Personen oder Güter befördert werden.

## Nationale Regelungen

### Deutschland
Der Beförderungsvertrag im deutschen Privatrecht ist erfolgsorientiert, stellt also eine spezielle Form des Werkvertrags dar, geregelt in den §§ 631 ff. BGB; das Werk in diesem Sinne ist der Beförderungserfolg, d. h. die sichere (und meist auch pünktliche) Beförderung der Personen und/oder Güter.

#### Personenbeförderung
Die Personenbeförderung wird abhängig vom Verkehrsmittel und der Art des Verkehrs (Stichworte: Linienverkehr, Gelegenheitsverkehr) durch
- das Personenbeförderungsgesetz (PBefG) [und weitere darauf beruhende Verordnungen, wie z. B. BOKraft, BOStrab, BedBefV, PBZugV] für die Personenbeförderung mittels Kfz, Bus, Straßenbahn oder O-Bus;
- das Allgemeines Eisenbahngesetz (AEG) [und weitere darauf beruhende Verordnungen, z. B. die Eisenbahn-Verkehrsordnung (EVO)] für die Personenbeförderung mittels Eisenbahn;

geregelt.

#### Güterbeförderung
Die Güterbeförderung wird für den Transport der Güter mittels Straßen- oder Schienenfahrzeugen, Flugzeug oder Binnenschiff zivilrechtlich nach §§ 407 ff. HGB – und ergänzend nach §§ 631 ff. BGB – geregelt. Für den Seetransport gelten die §§ 476 ff. HGB. Zudem sind diverse öffentlich-rechtliche Vorschriften, vor allem des Güterkraftverkehrsgesetzes (GüKG), maßgeblich.
Der Frachtvertrag ist ein Konsensualvertrag und kein Realvertrag; das bedeutet, dass die übereinstimmende Einigung der Vertragspartner zum Zustandekommen des Vertrages ausreicht. Es bedarf keiner körperlichen Übergabe von Gut und Frachtbrief (sog. Realakt), um das Verpflichtungsgeschäft (Grundgeschäft) zu bewirken. Einer besonderen Form bedarf es dabei ebenfalls nicht (Formfreiheit). Die Ausstellung eines Frachtbriefes ist auf Verlangen des Frachtführers erforderlich; eine Ausstellungspflicht von vornherein besteht jedoch nicht. Die Übernahme des Gutes und gegebenenfalls eines Frachtbriefes sind bereits Teil der Vertragserfüllung.

### Österreich
Für Österreich sind Frachtverträge mit Kraftfahrzeugen nach dem Bundesgesetz über die gewerbsmäßige Beförderung von Gütern mit Kraftfahrzeugen (Güterbeförderungsgesetz 1995 – GütbefG) (aktuell in der Fassung BGBL. I Nr. 153/2006) geregelt. Im nationalen und internationalen Güterverkehr gelten die Allgemeinen Geschäftsbedingungen für Transporteure (AGT).

## Internationale Regelungen

### Personenbeförderung
Die Personenbeförderung wird abhängig vom Verkehrsmittel und der Art des Verkehrs (Linienverkehr, Gelegenheitsverkehr) durch
- diverse EG-Vorschriften für die Personenbeförderung mittels Busverkehr;

geregelt.

### Güterbeförderung
Die Güterbeförderung wird durch
- die CMR (und ergänzend durch einzelne nationale Vorschriften, soweit durch die CMR zugelassen) für den Gütertransport auf der Straße;
- das Athener Protokoll von 1974, das Revisionsprotokoll zum Athener Protokoll von 1999 (sowie – soweit von Deutschland ausgehend – §§ 476 ff. HGB für die Güterbeförderung mit Seeschiffen);

geregelt.